# Ярвела, Уно Йоханнесович
Уно Йоханнесович Ярвела (эст. Uno Järvela; 20 июня 1926, Таллин — 23 января 2012, там же) — эстонский и советский хоровой дирижёр и музыкальный педагог. Профессор Таллинской консерватории (с 1988). Заслуженный артист Эстонской ССР (1976). Народный артист Эстонской ССР (1987).

## Биография
До 15 июня 1935 года — Уно-Йоханнес Яер (исп. Uno-Johannes Jäer)
Окончил Английский колледж, где получил музыкальное образование.
До начала войны учился игре на скрипке в Таллинской консерватории (в 1942). В годы Второй мировой войны служил в составе 200-го пехотного полка Эстонского добровольческого легиона СС («Финские парни»).
В 1946 году продолжил изучать музыкальную педагогику и хоровое дирижирование (1947). В 1950 году был депортирован вместе с семьей в Россию, где работал консультантом хора в городе Киров. В 1951 году вернулся в Эстонию и в 1952 году окончил Таллинскую консерваторию. Ученик Г. Г. Эрнесакса.
Позже стажировался в московском Большом театре, Ленинграде, Киеве, Одессе, работал с хорами Свердловского и других оперных театров СССР.
С 1952 года занимался педагогической деятельностью, по 1956 год преподавал в музыкальной школе Кирова, с 1956 по 1960 год — в Таллинской музыкальной школе, с 1960 по 1963 и с 1970 по 1994 годы — в Таллинской консерватории.
В 1956—1975 годах — главный дирижёр хора мальчиков Таллинского дворца культуры им. Я. Томна, с 1957 года — одновременно дирижёр Государственного акададемического мужского хора Эстонской ССР (известного как крупнейший профессиональный мужской хор в мире).
С 1963 года — главный хормейстер Эстонского театра оперы и балета. С 1965 по 1975 год Уно Ярвела был генеральным директором хоров мальчиков на общих песенных фестивалях, а с 1980 по 1990 год — генеральным или почётным руководителем общих песенных фестивалей. Провёл несколько молодежных фестивалей песни.
Принимал участие в постановках (всего около 50):
- «Евгений Онегин» Петра Ильича Чайковского,
- «Алеко» Сергея Рахманинова,
- «Дон Жуан» Вольфганга Амадея Моцарта,
- «Трубадур» Джузеппе Верди,
- «Атилла» Верди,
- «Турок в Италии» Джоакино Россини,
- «Кармен» Жоржа Бизе,
- «Кровавая свадьба» Шандора Соколаи ,
- «Летучая мышь» Иоганна Штрауса II,
- «Катерина Измайлова» Дмитрия Шостаковича;
- «Кола Брюньон» Дмитрия Кабалевского,
- «Девичий переполох» Юрия Милютина,
- «Огни мщения» Эугена Каппа ,
- «Берег бурь» Густава Эрнесакса,
- «Сирано де Бержерак»
- «Железный дом» Эйно Тамберга,
- «Барбара фон Тизенхузен» Эдуарда Тубина.

В 1998 году был награждён орденом Белой звезды 5 класса.
Похоронен на Лесном кладбище Таллина.